# NGC 6466
NGC 6466 é uma galáxia espiral (S) localizada na direcção da constelação de Draco. Possui uma declinação de +51° 23' 58" e uma ascensão recta de 17 horas, 48 minutos e 08,0 segundos.
A galáxia NGC 6466 foi descoberta em 18 de Setembro de 1884 por Lewis A. Swift.